# Neobisium lulense
Espèce
Neobisium lulense est une espèce de pseudoscorpions de la famille des Neobisiidae.

## Distribution
Cette espèce est endémique de Sardaigne en Italie. Elle se rencontre à Lula sur le mont Albo dans la grotte Grutta de Nurai.

## Étymologie
Son nom d'espèce, composé de lul[a] et du suffixe latin -ensis, « qui vit dans, qui habite », lui a été donné en référence au lieu de sa découverte, Lula.

## Publication originale
- Gardini, 1982 : Pseudoscorpioni cavernicoli sardi. 2. Neobisiidae e Chernetidae, con considerazioni sui Neobisiinae cavernicoli (Pseudoscorpioni d'Italia. 12). Fragmenta Entomologica, vol. 16, no 2, p. 89-115.